# Lucas Eriksson (wielrenner)
Lucas Eriksson (Gånghester, 10 april 1996) is een Zweeds wielrenner die sinds 2023 uitkomt voor Tudor Pro Cycling Team. Zijn broer Jacob Eriksson is eveneens beroepsrenner.

## Carrière
Als eerstejaars junior werd Eriksson onder meer dertiende in Parijs-Roubaix, won hij het bergklassement van de Trofeo Karlsberg en werd hij zesde op het wereldkampioenschap. In zijn tweede jaar als junior werd hij achtste in Parijs-Roubaix, won hij de derde etappe van de Vredeskoers voor junioren en het bergklassement van de GP Général Patton, werd hij tweede in het nationale kampioenschap tijdrijden en zevende op het wereldkampioenschap.
Zijn beste prestatie als eerstejaars belofte was de achtste plaats in de Skive-Løbet. Later dat jaar eindigde hij op plek 27 op het wereldkampioenschap. In 2018 en 2019 werd hij Zweeds kampioen op de weg.
Hij maakte voor het seizoen van 2023 de overstap naar het Zwitserse Tudor Pro Cycling Team. 

## Overwinningen
2013
Bergklassement Trofeo Karlsberg
2014
3e etappe Vredeskoers, Junioren
Bergklassement GP Général Patton
2018
 Zweeds kampioen op de weg, Elite
2019
 Zweeds kampioen op de weg, Elite
2021
1e etappe Circuit des Ardennes
Eindklassement Circuit des Ardennes
2022
Eindklassement Circuit des Ardennes
2023
 Zweeds kampioen op de weg, Elite

## Resultaten in voornaamste wedstrijden
|      | \| Jaar \| Amstel Gold Race \| Brabantse Pijl \| Parijs-Tours \| Strade Bianche \| \| WK op de weg \| \| Wereldranglijsten \| \| ---- \| ---------------- \| -------------- \| ------------ \| -------------- \| \| ------------ \| \| ----------------- \| \| 2019 \| \| \| \| \| \| 45e \| \| 435e (UWR) \| \| 2020 \| \| 18e \| 45e \| \| \| 85e \| \| \| \| 2021 \| \| \| \| \| \| opgave \| \| \| \| 2022 \| \| \| \| \| \| \| \| \| \| 2023 \| 45e \| \| \| 55e \| \| 32e \| \| \| \| 2024 \| 50e \| \| \| 66e \| \| opgave \| \| \| |                |              |                |  |              |  |                   |
| Jaar | Amstel Gold Race | Brabantse Pijl | Parijs-Tours | Strade Bianche |  | WK op de weg |  | Wereldranglijsten |
| 2019 | |                |              |                |  | 45e          |  | 435e (UWR)        |
| 2020 | | 18e            | 45e          |                |  | 85e          |  |                   |
| 2021 | |                |              |                |  | opgave       |  |                   |
| 2022 | |                |              |                |  |              |  |                   |
| 2023 | 45e |                |              | 55e            |  | 32e          |  |                   |
| 2024 | 50e |                |              | 66e            |  | opgave       |  |                   |

## Ploegen
- 2015 –  Team Tre Berg Bianchi
- 2016 –  Team Tre Berg Bianchi (tot 8 september)
- 2017 –  SEG Racing Academy
- 2019 –  Riwal-Readynez Cycling Team
- 2020 –  Riwal Securitas Cycling Team
- 2021 –  Riwal Cycling Team
- 2022 –  Riwal Cycling Team
- 2023 –  Tudor Pro Cycling Team
- 2024 –  Tudor Pro Cycling Team
- 2025 –  Tudor Pro Cycling Team

Affini · van den Berg · Bol · Cullaigh · Eriksson · Evensen · Jakobsen · Janssen · de Jong · Kooistra · Lenderink · Maas · Peters · Schelling · de Vries · Williams · Meeus (stagiair)
Bohli · Brun · Charrin · de Kleijn · J. Eriksson · L. Eriksson · Froidevaux · Heming · Kamp · Kelemen · Kluckers · Kolze Changizi · Pellaud · Pluimers · Reichenbach · Suter · Thalmann · Voisard · Wilksch (vanaf 5/8) · Wirtgen · Zijlaard
Bohli · Brenner · Brun · Charrin · Dainese · de Kleijn · J. Eriksson · L. Eriksson · Froidevaux · Heming · Kamp · Kelemen · Kluckers · Kolze Changizi · Krieger · Mayrhofer · Pellaud · Pluimers · Reichenbach · Rondel (vanaf 20/7) · Storer · Stork · Suter · Thalmann · Trentin · Voisard · Wilksch · Wirtgen · Zijlaard